# Сан-Хосе, Микель
Ми́кель Сан-Хосе́ Доми́нгес (баск. и исп. Mikel San José Domínguez; род. 30 мая 1989[…], Вильява) — испанский футболист, центральный защитник. Выступал в сборной Испании.

## Карьера
Сезон 2009/10 он провёл в аренде в «Атлетике», где хорошо себя проявил и завоевал постоянное место в первой команде. Баскский клуб имел договорённость с «Ливерпулем» о том, что получит возможность до 31 июля 2010 выкупить контракт игрока за 3 миллиона евро. 19 мая было объявлено о том, что клубы договорились, и Сан-Хосе переходит в «Атлетик» на постоянной основе.
Сан-Хосе за «Атлетик» в сезоне 2009/10 забил 1 гол, а также 2 гола в розыгрыше Лиги Европы.
21 сентября 2020 г. опорный полузащитник, ставший свободным агентом в июне, подписал с Бирмингем Сити двухлетний контракт.

## Достижения
Атлетик Бильбао
- Финалист Лиги Европы (1): 2011/12
- Финалист Кубка Испании (2): 2011/12, 2014/15
- Обладатель Суперкубка Испании (1): 2015

Сборная Испании
- Чемпион Европы (до 19 лет): 2007
- Чемпион Европы (до 21 года): 2011

## Статистика
| Клуб            | Сезон   | Чемпионат | Чемпионат | Кубок | Кубок | Еврокубки | Еврокубки | Всего | Всего |
| Клуб            | Сезон   | Игры      | Голы      | Игры  | Голы  | Игры      | Голы      | Игры  | Голы  |
| --------------- | ------- | --------- | --------- | ----- | ----- | --------- | --------- | ----- | ----- |
| Атлетик Бильбао | 2009/10 | 25        | 1         |       |       | 5         | 2         | 30    | 3     |
| Атлетик Бильбао | 2010/11 | 31        | 2         | 3     | 0     |           |           | 34    | 2     |
| Атлетик Бильбао | 2011/12 | 24        | 2         | 6     | 1     | 7         | 0         | 37    | 3     |
| Атлетик Бильбао | 2012/13 | 1         | 2         |       |       | 1         | 0         | 2     | 2     |
| Всего           | Всего   | 81        | 7         | 9     | 1     | 13        | 2         | 103   | 10    |

На 27 августа 2012 года.